# Game遊II
『Game遊II』（ゲームユーツー）は、かつてリイド社が発行していた月刊のゲーム雑誌。1993年5月から1994年7月まで発行していた『Game遊』を改題して1994年8月から1998年5月まで発行していた。